# Třída Atago
Třída Atago je třída moderních torpédoborců Japonských námořních sil sebeobrany. Skládá se z jednotek Atago a Ašigara, postavených v letech 2004–2008 jako vylepšení torpédoborců třídy Kongó. Plavidla jsou vybavena americkým zbraňovým systémem Aegis a zajišťují protivzdušnou obranu floty. Svými parametry jsou blízká verzi Flight IIA americké třídy Arleigh Burke. Vylepšená verze této třídy je stavěna jako třída Maja.

## Stavba
Stavba první jednotky Atago byla zahájena v roce 2004, na vodu byl trup spuštěn v dubnu 2005 a do služby torpédoborec vstoupil v roce 2007. Stavba Ašigara byla zahájena v roce 2005, v roce 2006 byla spuštěna na vodu a roku 2008 přijata do služby.
V roce 2015 japonská vláda přidělila prostředky na stavbu druhé série torpédoborců třídy Atago, označené jako třída Maja. Objednané dvě jednotky, označované jako 27DD, byly do služby přijaty v letech 2020–2021. Oproti první dvojici mají výtlak zvětšený na 8200 t, přičemž pohon je koncepce COGLAG.
Jednotky třídy Atago:
| Jméno             | Zahájení stavby | Spuštěna       | Vstup do služby | Status  |
| ----------------- | --------------- | -------------- | --------------- | ------- |
| Atago (DDG-177)   | 5. dubna 2004   | 24. srpna 2005 | 15. března 2007 | aktivní |
| Ašigara (DDG-178) | 6. dubna 2005   | 30. srpna 2006 | 13. března 2008 | aktivní |

## Konstrukce

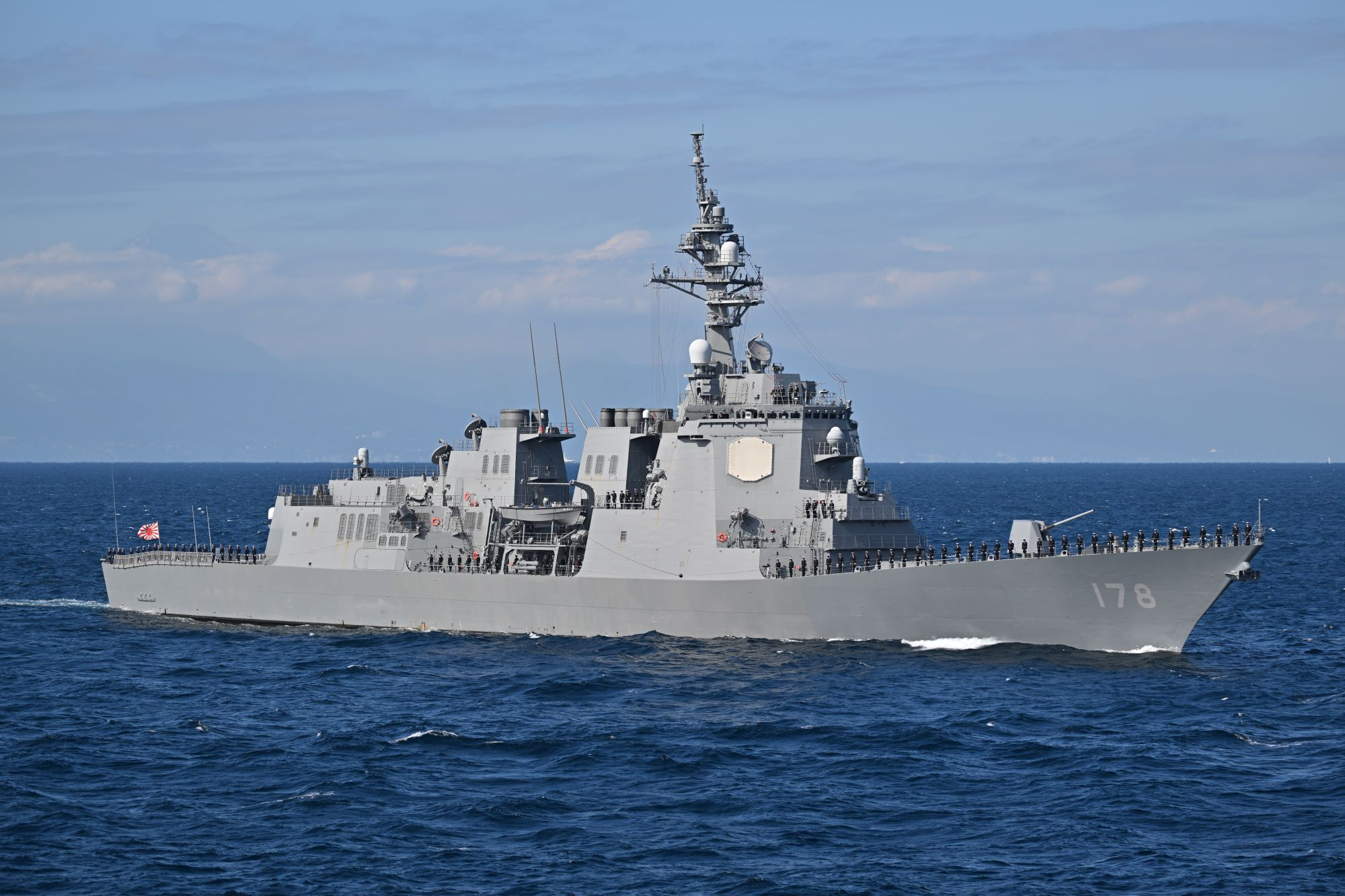
Ašigara (DDG-178)

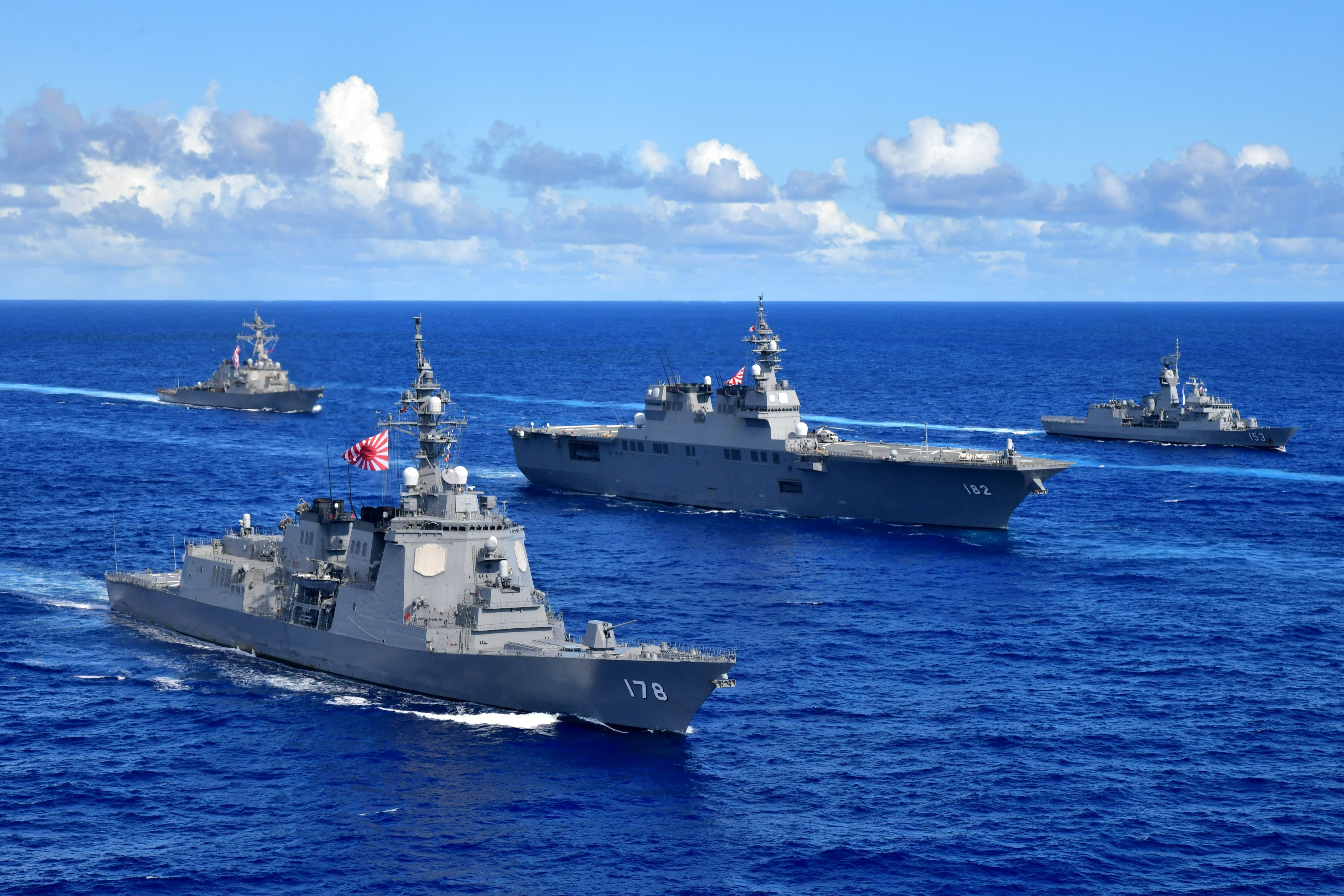
Ašigara (DDG-178) a Ise (DDH-182)

Torpédoborce nesou americký zbraňový systém Aegis, který dokáže sledovat najednou až 200 vzdušných cílů. Jádrem výzbroje lodí jsou dvě skupiny vertikálních odpalovacích zařízení Mk 41 s celkovou kapacitou 96 řízených střel (64 na zádi a 32 na přídi). Z nich jsou odpalovány řízené střely SM-2MR a protiponorková torpéda RUM-139 VL-ASROC. Dále nesou dva čtyřnásobné kontejnery protilodních střel SSM-1B. Hlavňovou výzbroj tvoří jeden 127mm kanón OTO Melara s délkou hlavně 54 ráží a dva systémy blízké obrany Phalanx CIWS. Protiponorkovou výzbroj doplňují dva trojhlavňové 324mm protiponorkové torpédomety. Na palubě je přistávací plošina a hangár pro operace dvou protiponorkových vrtulníků. Pohon koncepce COGAG využívá čtyř plynových turbín General Electric LM2500. Lodní šrouby jsou dva. Lodě dosahují rychlosti třicet uzlů.